# Colégio da Polícia Militar do Estado de São Paulo

## Colégio da Polícia Militar de São Paulo
O Colégio da Polícia Militar do Estado de São Paulo se compreende em uma rede de escolas privadas situadas no Estado de São Paulo, conveniada pela Cruz Azul. O colégio possui atualmente cerca de 10 unidades escolares: cinco na capital paulista (nos bairros do Canindé, Penha, Itaquera, Vila Talarico e Santo Amaro), uma na cidade de Guarulhos, uma na cidade de Campinas, uma em Santo André.

## História
A construção do Colégio da Polícia Militar começou em 1977. O Coronel Eugênio A. Sarmento, Major Barbosa, Coronel Bruno Éboli Belo, Coronel Hermes Bittencourt Cruz e o Professor Joel de Souza estão entre as pessoas que ajudaram a torná-lo realidade. A ideia para  criar uma instituição de ensino nasceu para atender prioritariamente aos órfãos e dependentes de policiais militares. Porém, começou atender aos demais integrantes da sociedade devido ao número de vagas existentes.
O Colégio da Polícia Militar foi fundado no dia 20 de fevereiro de 1978. Várias autoridades estiveram presentes na solenidade, entre elas o secretário de Segurança Pública da época, Erasmo Dias. Após o hino nacional e os hasteamentos das bandeiras foi descerrada a placa comemorativa de inauguração.
O Coronel Hermes Bittencourt Cruz foi diretor do Colégio da Polícia Militar por 10 anos, de 1978 à 1988.
Em 1980, O colégio deu início ao ano letivo com doze salas de aula e 280 alunos, tendo apenas as quatro séries do 1° grau no período matutino e vespertino. Os primeiros professores do Colégio da Polícia Militar foram escolhidos por meio de um concurso público. 
No início, os (órfãos) alunos usavam uniformes, tipo agasalho, nas cores azul marinho, camisetas brancas, ambos com o logotipo do colégio, tênis preto e meias brancas. A partir de 1990, houve mudança na cor do uniforme, passando o mesmo a ser da cor azul Royal e também no logotipo impresso.
Em 1985, o colégio continuou crescendo, mais dependências foram construídas. A instituição passou a contar com vinte e oito salas e cinquenta turmas, funcionando em três turnos: manhã, tarde e noite.
No dia 31 de janeiro de 2000 foi inaugurada a Unidade Leste do Colégio da Polícia Militar, que teve o nome alterado mais tarde para Unidade Vila Talarico, localizada na Zona Leste de São Paulo.
Depois da inauguração da nova Unidade os administradores do colégio iniciaram uma verdadeira maratona escolar fundando cada vez mais unidades e se tornando mais popular no setor de educação. 
Tornou-se realidade a Unidade Santo Amaro no dia 31 de dezembro de 2001, localizada na Zona Sul de São Paulo.
No ano de 2002, a Unidade Centro do Colégio da Polícia Militar, depois de um ano de trabalho com o apoio da Humus Consultoria de Recursos Humanos, após ser auditada e recomendada, recebeu das mãos do Professor Doutor José Joaquim do Amaral Ferreira, Diretor de  Certificação da Fundação Carlos Alberto Vanzolini, o Certificado do Sistema de Gestão da Qualidade ISO 9001:2000.
No dia 22 de fevereiro de 2003 tornou-se realidade a Unidade Penha localizada na Zona Leste de São Paulo. Também em 2003, as Unidades Penha e Vila Talarico do Colégio da Polícia Militar, depois de um ano de trabalho com o apoio da Humus Consultoria de Recursos Humanos, após serem auditadas e recomendadas, receberam da Fundação Carlos Alberto Vanzolini, o Certificado do Sistema de Gestão da Qualidade ISO 9001:2000. A cerimônia de Certificação foi realizada dia 28 de Novembro na Unidade Vila Talarico.
Em 2005, mais duas unidades foram inauguradas. Dia 12 de fevereiro, a unidade Campinas e uma semana mais tarde, a unidade Guarulhos.
Em 2007, a Unidade Itaquera foi inaugurada . No ano seguinte, 2008, foi inaugurada a unidade ABCD, localizada em Santo André.
Em Setembro de 2023, o fechamento das Unidades Vila Talarico e Bauru foi comunicado aos alunos, corpo docente e funcionários. O motivo não foi divulgado, porém há especulação sobre os motivos, como a falta de disposição do Coronel de continuar pagando pelas duas unidades.
O Colégio da Polícia Militar está relacionado com a instituição Polícia Militar, no entanto, não é mantido pela mesma. A mantenedora é a Cruz Azul de São Paulo.

## Unidades Escolares Colégio da Policia Militar
Veja abaixo a relação de Unidades do Colégio: 
- Unidade Centro (20 de fevereiro de 1978)
- Unidade Talarico (31 de janeiro de 2000 - Dezembro 2023)
- Unidade Santo Amaro (31 de dezembro de 2001)
- Unidade Penha (22 de fevereiro de 2003)
- Unidade Campinas (12 de fevereiro de 2005)
- Unidade Guarulhos (19 de fevereiro de 2005)
- Unidade Itaquera (09 de fevereiro de 2007)
- Unidade Santo André (08 de fevereiro de 2008)
- Unidade São Vicente - 2010
- Unidade Baixada Santista - (em construção - 2011)
- Unidade Osasco - desde 2014
- Unidade Sorocaba - desde 2014
- Unidade Bauru - (2018 - Dezembro 2023)

## Faculdade Facraz
A Faculdade Cruz Azul- Facraz foi inaugurada em 2009 na Penha, os cursos são de administração e contabilidade onde o número de alunos por sala são reduzidos aumentado a qualidade dos cursos oferecidos.

## Slogans
O colégio possui o famoso slogan Saber, Honra e Disciplina que compreende no comportamento e tarefas que o aluno deve ter. A faculdade também tem sua frase que se assimila com a do colégio: Saber, Pensar e Fazer. 

## Hino
Com orgulho somos estudantes,

Do Colégio da Polícia Militar 
..

Nossas cores são vibrantes,

Branca e azul de paz e mar.

Nossos mestres a quem muito amamos,

Ofertamos nossa eterna gratidão

Saber, honra e disciplina conquistamos,

Hoje somos esperança da nação.

Estribilho

(bis)

Colégio da Polícia Militar,

É fevereiro sua data estudantil

Pelo bem da educação, batalhar

Por São Paulo, linda terra do Brasil (2x)

Letra de Maestro Álvaro dos Santos 

## Ligações Externas
Página Oficial
Página Oficial da faculdade Facraz
Página Oficial da entidade médica Cruz Azul
Página Oficial da faculdade Facraz no Facebook